# 亀岡市立東輝中学校
亀岡市立東輝中学校（かめおかしりつとうきちゅうがっこう）は、京都府亀岡市にある公立中学校。

## 沿革
- 1979年4月1日 - 亀岡中学校より分離し、東輝中学校として開校[1]。
- 1980年3月2日 - 校歌制定[1]。
- 1986年4月1日 - 詳徳中学校と分離[1]。
- 2011年9月 - 生徒会歌「僕らへ」制定[1]。

## 出身者
- 飯島希望 - 陸上選手（佛教大学卒、現在は積水化学）
- 高橋奎二 - プロ野球選手

## 通学区域が隣接している学校
- 亀岡市立亀岡中学校
- 亀岡市立詳徳中学校